# مسعى التنين وفاينل فانتسي في الشارع الأعلى بورتبل
مسعى التنين وفاينل فانتسي في الشارع الأعلى بورتبل (ドラゴンクエスト&ファイナルファンタジー in いただきストリート ポータブル درواغون كويستو أندو فاينرو فانتجي إن إتاداكي ستريتو بوتابورو) هي لعبة فيديو حفل متقاطعة في سلسلة الشارع الأعلى الطويلة. اللعبة معروفة بإدراجها لشخصيات من سلسلتي مسعى التنين و‌فاينل فانتسي، لتصبح اللعبة الثانية التي تفعل ذلك، إذ أن الأولى كانت مسعى التنين والخيال النهائي في الشارع الأعلى الخاص لمنصة بلاي ستيشن 2. اللعبة طورتها ثينك غراج بالاشتراك مع سكوير إنكس ونشرتها سكوير إنكس لمنصة بلاي ستيشن بورتبل في اليابان في 25 مايو 2006. ومثل الألعاب السابقة في السلسلة، هذه اللعبة لم تصدر خارج اليابان.

## طريقة اللعب
اللعبة مشابهة للعبة الألواح مونوبولي ولعبة الحفل ماريو بارتي. الألعاب المصغرة تحدث في اللعبة، مع أنهم ليسوا مركز النشاط، وكثير منهم إما معتمدين على الحظ أو تفاعلات بسيطة جدًا.

## الشخصيات
الخيال النهائي
| الشخصية | اللعبة            |
| ------- | ----------------- |
| كلاود   | الخيال النهائي 7  |
| تيفا    | الخيال النهائي 7  |
| إيريث   | الخيال النهائي 7  |
| زيدان   | الخيال النهائي 9  |
| فان     | الخيال النهائي 12 |
| بنلو    | الخيال النهائي 12 |
| آش      | الخيال النهائي 12 |
| بالثير  | الخيال النهائي 12 |
| سيفروث  | الخيال النهائي 7  |

مسعى التنين
| الشخصية | اللعبة        |
| ------- | ------------- |
| ألينا   | مسعى التنين 4 |
| مانيا   | مسعى التنين 4 |
| منيا    | مسعى التنين 4 |
| بيانكا  | مسعى التنين 5 |
| جيسيكا  | مسعى التنين 8 |
| يانغوس  | مسعى التنين 8 |
| أنجلو   | مسعى التنين 8 |
| سلايم   | مسعى التنين   |
| مارسيلو | مسعى التنين 8 |

## وصلات خارجية
- (باليابانية)